# Théâtre Roger-Ferdinand
Le Théâtre Roger-Ferdinand est le théâtre municipal de la ville de Saint-Lô, dans le département de la Manche.
Il rend hommage au dramaturge saint-lois Roger Ferdinand (1898-1967).

## Histoire
Le premier théâtre municipal a été édifiée en 1896 sur l'emplacement de l'ancienne église Saint-Thomas du XVIIe désaffectée à la Révolution et transformée en halle au blé. De style théâtre  à l'italienne, sa réalisation avait été confiée à l'architecte départemental Émile-Jean-Baptiste Pilhoud (1840-?) et son confrère Viaud. Celui-ci fut détruit dans les bombardements du 6 juin 1944.
Au moment de la reconstruction, l'architecte Marcel Mersier conçoit un premier projet sur un terrain en pente, en superposant un théâtre et une salle des fêtes comme pour le bâtiment disparu. Mais les problèmes de fondations et un budget moindre lui font présenter un second projet où la salle de spectacle est bâtie en haut du terrain et reliée par un foyer à la salle des fêtes Salvador-Allende en contrebas. Le complexe est inauguré les 11 et 12 octobre 1963 en présence de Roger Ferdinand et de son ami Marcel Pagnol où fut joué la pièce jouée Trois garçons, une fille.
Le 13 août 2018, l'ensemble architectural du théâtre et de la salle des fêtes est inscrit au titre des monuments historiques,.

## Programmation
Pour la saison culturelle 2013-2014, le théâtre a enregistré plus de  18 700 spectateurs.
Pierre Querniard est le directeur du théâtre depuis 2009.